# Squirrel Nut Zippers

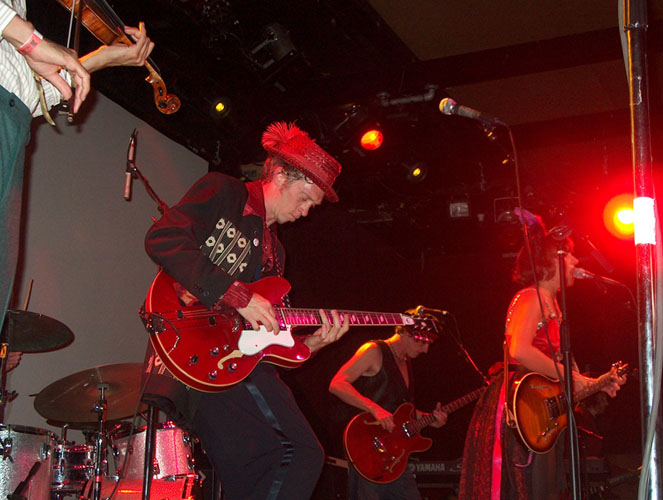
Squirrel Nut Zippers.

Squirrel Nut Zippers es una banda de jazz estadounidense formada en 1993 en Chapel Hill, Carolina del Norte. El grupo se caracteriza por la filosofía de Hazlo tú mismo que aplican a la música popular estadounidense de principios del siglo XX.

## El nombre
El nombre de la banda procede de la marca comercial Nut Zippers, de la empresa de dulces Squirrel. El producto en cuestión era un caramelo de cacahuete que salió a la venta a mediados de los años 20.

## Orígenes
La banda fue fundada por Jim "Jimbo" Mathus, procedente de Metalflake Mother y Johnny Vomit & The Dry Heaves junto Katharine Whalen, su esposa por aquel entonces, además de Chris Phillips, Don Raleigh y Ken Mosher. Debutaron en Chapel Hill unos meses después. Más tarde se unirían Stacy Guess y Tom Maxwell. Sus comienzos pueden asimilarse al movimiento lounge (del que formarían parte asimismo Combustible Edison) y al inicio del breve revival swing de los 90.
A diferencia de otras bandas como Cherry Poppin' Daddies o Big Bad Voodoo Daddy, el estilo de los Zippers se resiste a la clasificación gracias a la inclusión de sonidos variopintos, desde el Hot Jazz de Harlem hasta el klezmer. Uno de sus mayores éxitos, "Hell", es un calipso en la tradición de artistas de los años 30 como Lord Executor y The Growler. 